# Одељење уметности САНУ
| Одељење уметности САНУ                               |                       |
|                                                      |                       |
| Палата САНУ у којој се налази Одељење уметности САНУ |                       |
| Врста:                                               | Државна установа      |
| Основана:                                            | 1948.                 |
| Седиште:                                             | Београд Србија        |
| Веб презентација                                     | http://www.sanu.ac.rs |

Одељење уметности САНУ једна је од организационих јединица Српске академије наука и уметности у коме индивидуални стваралачки рад, њени чланови  остварују  кроз рад у три одбора и неколико посебних пројеката. Одељење уметности САНУ  под својом ингеренцијом има и музиколошки институт САНУ.

## Историја
Од самог заснивања Српског ученог друштва, па до данас, у Академију су бирани и у њој су деловали, поред угледних научника, и ликовни уметници, архитекте и музичари. Активности првих сликара и архитеката биле су најпре везана за очување српске културне баштине, односно евиденцију, бележење, а потом и заштиту сакралних грађевина и живописа у њима, као и остатка средњовековних градова и других старина из прошлости од пропадања. Ови послови, које су испрва обављали Димитрије Аврамовић, први сликар у Друштву, и архитекте Михаило Валтровић и Драгутин Милутиновић, настављени су и у периоду када се Учено друштво преобразило и када се, у Одсеку за вештачење (уметност), та активност још више продубила теренским истраживањима, новим открићима, па и законодавством. И после проширења чланства у Друштву српске словесности, уз пријем низа сликара, вајара и архитеката из ширег регионалног подручја, следио је период романтизма, са акцентом на појачаном интересовању за јужнословенску тематику, историју и фолклор. Када су се почетком 20. века Академији уметности, једном од четири огранка тек основане Српске краљевске академије, придружили Иван Мештровић, Марко Мурат, Ђорђе Јовановић и други, поред раније изабраних уметника Петра Убавкића, Паје Јовановића и Уроша Предића, у уметничком наративу почињу да јачају идеје јужнословенског уједињења. По формирању Краљевине СХС, тој тежњи придружиће се и нова значајна имена из области ликовне уметности. У области архитектуре, после Емилијана Јосимовића (носиоца урбанизације Београда у шанцу) и Александра Бугарског (пројектанта Народног позоришта и зграде Старог Двора), када су бирани Теофил Ханзен, Светозар Ивачковић, Јован Илкић и други, јавиће се и талас неовизантијских склоности, док ће на прелазу векова до изражаја све више долазити традиционални дух, нарочито приметан у пројекту изградње Дома Академије у Кнез Михаиловој улици, који је био дело архитеката Андре Стевановића и Драгутина Ђорђевића (у периоду од 1912. до 1924. године).
Избор музичара за чланове Друштва и Академије долазио је са извесним кашњењем у односу на представнике ликовних уметности и архитектуре, јер је тадашњој Србији било потребно времена да музичку културу почне да перципира као аутентичну професију. Ипак, први музичар у Друштву, Милан Миловук, био је и секретар Уметничког одбора, као и композитор Даворин Јенко након оснивања Срспке краљевске академије. Касније, својим вишеструким активностима истицали су се Стеван Мокрањац и Јосиф Маринковић.
У периоду између два светска рата, уметници су врло ретко, или нису уопште, били бирани у Академију, све до оснивања САН/САНУ и формирања Одељења ликовних и музичких уметности 1948. године. Са композитором Петром Коњевићем у улози секретара тог одељења, у Академију долази неколицина ликовних уметника, архитеката и музичара, међу којима су били Ђорђе Андрејевић-Кун, Мило Милутиновић, Сретен Стојановић, Марко Челебоновић и Петар Лубарда, а током педесетих година и касније, Олга Јеврић, Стојан Ћелић, Мића Поповић и други. У области архитектуре изабрани су Александар Дероко и Бранислав Којић, а потом Драгиша Брашован, Никола Добровић, Богдан Богдановић, Иван Антић и други. Област музичког стваралаштва у том периоду ће постати континуирано заступљена уз још три секретара Одељења, Стевана Христића, Станојла Рајичића, Дејана Деспића, и поред Михаила Вукдраговића низом композитора – за седам деценија њих укупно 25.
Генерације проминентних представника три уметничке гране заступљене у историји САНУ оставиле су видног трага у делатности установе, како својим стваралаштвом у матичним областима, тако и ангажовањем у бројним редовним активностима Академије. Међу тим активностима је, између осталог, и покретање рада Галерије САНУ, која је од свог освнивања, па до данас један од најзначајнијих културних топонима Београда; прозор у уметничко, али и научно стваралаштво и укупну делатност САНУ. Изложбена, публицистичка, концертна и све друге промотивне активности, резултати у истраживачком раду Одбора и пројеката Одељења, формирање Уметничке збирке и Легата САНУ, као и целокупна активност Музиколошког института, посебно она у области међуакадемске и међународне сарадње, заједно са запаженом делатношћу чланова Одељења у средини и широј јавности, представљају важне полуге афирмације српског научног и уметничког стваралаштва и подизања угледа САНУ у земљи и свету.

## Одбори
Према Статуту  Српске академије наука и уметности у саставу Одељење уметности САНУ раде четири одбора:
Одбор за Речник појмова из области ликовне уметности и архитектуре  који је непосредно по објављивању првог тома Речника, подстакнут признањима и позитивним реакцијама академске и шире јавности, интензивирао  рад на припреми другог тома Речника (под руковоством академик М. Лојаница).
Одбор за заштиту музичке баштине  реализује низ активности међу којима су израда компјутерског програма и базе података са свим српским композиторима и њиховим делима као и аудио-визуелно снимање концертних активности, уз припреме за штампу нотног материјала вредних дела српске баштине из области музике. Председник Одбора је дописни члан Јелена Јовановић.
Одбор за израду Лексикона уметничке игре   окончава шесту, последњу, редакцију текстова 460 домаћих и иностраних балета, под руководством председник Одбора академика Д. Деспића.
Иницијални одбор за архитектуру и урбанизам наставља започета истраживања везана за урбану физиономију Београда са тежиштем на спорним питањима планирања, пројектовања и изградње простора Савског амфитеатра и ширег београдског приобаља.
Одељење има под својом ингеренцијом Музиколошки институт САНУ, који прикупља, проучава и научно вреднује  српска народна, црквена и уметничка музичка дела (старију и новију - музику).

## Легат Олге Јеврић
У саставу Одељење уметности САНУ налази се и Легат Олге Јеврић  који ради:
- на припреми изложби Легата,
- документацији Легата,
- конзервацији,
- рестаурацији скулптура,
- фотографисању,
- каталошкој обради,
- видео-презентацији и другим облицима приказа уметничких дела Олге Јеврић.

Руководилац овог пројекта је академик Д. Оташевић.